# Лозаново (дем Пела)
 Тази статия е за селото в Гърция.  За селото в Северна Македония вижте Лозаново (община Крива паланка).  
Лозаново (на гръцки: Παλαίφυτο, Палефито, катаревуса Παλαίφυτον, Палефитон, до 1927 година Λοζάνοβο, Лозаново или Λοζάνοβον, Лозановон) е село в Егейска Македония, дем Пела на административна област Централна Македония.

## География
Селото е разположено на 18 m надморска височина в Солунското поле на 3 km северно от Кадиново (Галатадес).

## История

### В Османската империя
В началото на XX век Лозаново е село в Ениджевардарска каза на Османската империя. В 1845 година руският славист Виктор Григорович минава през Лозиново и го описва в „Очерк путешествия по Европейской Турции“ като българско село.
Към 1900 година според статистиката на Васил Кънчов („Македония. Етнография и статистика“) Лозаново брои 120 жители българи и 150 турци.
По данни на секретаря на Българската екзархия Димитър Мишев („La Macédoine et sa Population Chrétienne“) в 1905 година в Лозаново (Lozanovo) има 64 българи патриаршисти гъркомани.

### В Гърция
През Балканската война в 1912 година селото е окупирано от гръцки части и остава в Гърция след Междусъюзническата война в 1913 година. 
Боривое Милоевич пише в 1921 година („Южна Македония“), че Лозаново има 60 къщи славяни християни и 30 къщи турци, а Лозан има 4 къщи славяни християни, 20 къщи турци и 4 къщи цигани мохамедани. Българското население се изселва.
След Лозанския договор и турското му население се изселва и на негово място са настанени малоазиатски гърци бежанци от Кидия, района на Бурса, а в 1924 - бежанци от източнотракийското село Петрохори в района на Чаталджа. В 1927 година селото е прекръстено на Палефитон. Според преброяването от 1928 година селото е чисто бежанско с 213 бежански семейства със 759 души. Според статистиката на Народоосвободителния фронт от 1947 година в селото има само 7 местни жители, а останалите са бежанци.
Селото има плодородно землище, което се напоява добре, и произвежда предимно овошки - ябълки, правсоки и круши, памук, бостан, детелина, царевица, като е развито и краварството.
| Име     | Име      | Ново име  | Ново име  | Описание                                      |
| ------- | -------- | --------- | --------- | --------------------------------------------- |
| Арпалик | Άρπαλίκι | Арпаги    | Άρπαγή    | местност на ЮЗ от Лозаново                    |
| Азмак   | Άσμακι   | Кондорема | Κοντόρεμα | река на С от Лозаново, десен приток на Белица |

| Година    | 1913 | 1920 | 1928 | 1940 | 1951 | 1961 | 1971 | 1981 | 1991 | 2001 | 2011 | 2021 |
| --------- | ---- | ---- | ---- | ---- | ---- | ---- | ---- | ---- | ---- | ---- | ---- | ---- |
| Население | 168  | 202  | 816  | 1412 | 1227 | 1307 | 1364 | 1406 | 1446 | 1468 | 1388 | 1225 |